# Fallschirmgewehr 42
 (octobre 2015).
Si vous disposez d'ouvrages ou d'articles de référence ou si vous connaissez des sites web de qualité traitant du thème abordé ici, merci de compléter l'article en donnant les références utiles à sa vérifiabilité et en les liant à la section « Notes et références ».
Le Fallschirmgewehr 42, plus connu sous son code de nomenclature FG 42, est un fusil d'assaut conçu pour les troupes aéroportées allemandes, les Fallschirmjäger, pendant la Seconde Guerre mondiale. Cette arme est parfois comparée au fusil mitrailleur Browning BAR M1918 américain qui possède un chargeur de même taille. Cependant, le FG42, conçu vingt ans plus tard comme arme principale alors que le BAR était une arme de soutien, s'en distingue par son poids inférieur, et une bien meilleure ergonomie. Très en avance sur son époque, ses performances sont similaires à celle d'un fusil d'assaut de gros calibre comme le M14, pourtant conçu quinze ans après.

## Conception et développement
Au début de la Seconde Guerre mondiale, les parachutistes allemands emportaient une panoplie d'armes d'infanterie tels les Karabiner 98k, MP 40, et MG 34. Les parachutes allemands n'étant pas aussi efficaces que ceux des alliés, les soldats ne sautaient équipés que d'une arme de poing, et devaient récupérer leurs armes principales dans des containers parachutés en même temps qu'eux. Ceci les rendaient extrêmement vulnérables pendant et juste après l'atterrissage et fut une des raisons majeures des très lourdes pertes subies lors de l'opération Merkur au printemps 1941.
Un cahier des charges extrêmement ambitieux fut alors établi pour une nouvelle arme qui devait remplacer à elle seule toutes les autres : pouvant tirer en tir automatique pour le combat rapproché, précise pour le tir à longue distance, et capable d'effectuer un tir de suppression comme une mitrailleuse légère. De plus, l'arme devait utiliser des boitiers chargeurs amovibles, intégrer un bipied, une baïonnette, tirer en culasse fermée en mode semi-automatique (pour la précision) et culasse ouverte lors du tir automatique (pour le refroidissement). Et tout cela tout en conservant un encombrement et un poids similaire à celui du K 98k et en utilisant la même munition que celui-ci.
Pourtant, la société Rheinmetall-Borsig réussit le tour de force de présenter une arme répondant à toutes ces spécifications, qui fut acceptée en production.

## Description
Équipé d'un chargeur placé sur le côté, d'un bipied et d'une baïonnette réversible dont le fourreau est formé d'un tube sous le canon (copie légèrement plus courte du modèle équipant le MAS 36 Français); et d'un frein de bouche. L'arme était équipée de rails permettant le montage d'optiques de visée (lunette de grossissement) et ses organes de visée métalliques pouvaient se rabattre pour dégager le champ de vision du tireur, fonctionnalités devenues des standards pour les fusils modernes. Deux versions ont été produites.
- Le modèle E, apparu en 1942, est léger et doté d'une cadence de tir importante. Son bipied est fixé devant la garde, sa crosse d'épaule est en métal estampé, sa poignée présente un angle très important. La croyance populaire veut que cet angle ait été voulu pour faciliter le tir vers le sol pendant la descente en parachute, mais cela est faux pour les raisons qui suivent : tout d'abord, les allemands sautaient des avions volant extrêmement bas, ce qui ne laissait pas vraiment le temps de tirer -si tant est qu'il ait jamais été pertinent de tirer depuis un parachute quelle que soit l'armée-. Ensuite, contrairement à celui des alliés, le parachute allemand n'est pas relié au harnais en deux points sur les épaules mais en un seul et au niveau de la taille[2]. Tirer en étant accroché en un point ferait tourner le parachutiste sur lui même. Enfin, cette poignée est plus désagréable à tenir pour le tir à "la verticale" qu'à " l'horizontale" car elle oblige le servant à tordre son poignet vers le sol. En définitive, l'hypothèse la plus probable qui pourrait expliquer l'angle donné à la poignée est que les concepteurs du FG42 auraient voulu reproduire celle du K 98k qu'il était censé remplacer au sein des unités para. Quelques milliers furent produits, faisant apparaître les faiblesses de conception. Le bipied et la crosse étaient fragiles, la poignée très inconfortable à utiliser (de plus, en tir couché dans une position prise à l'improviste, les doigts pouvaient être blessés contre du rocher ou même des graviers), et l'arme, légère, difficile à contrôler en tir automatique.
- Le modèle G, destiné à combler les lacunes du premier modèle, est plus lourd et sa cadence de tir réduite. Il est doté d'une crosse en bois, d'un bipied fixé au bout du canon et plus long de 25 mm, et d'une poignée conventionnelle. Quelques milliers de plus furent produits, mais cette version n'enlevait pas son principal défaut : sa complexité, qui le rendait long et coûteux à produire. Aussi, l'arme fut produite en petite quantité (quelques milliers d'exemplaires) puis abandonnée quand le StG 44, beaucoup plus simple à produire, et aux performances proches, devint disponible.

## Emploi au combat
L'emploi de cette arme en fait un précurseur des  fusils d'assaut tel que le StG 44. En effet, l'arme peut servir à la fois pour du tir de précision à moyenne portée, du tir de soutien ou du combat rapproché.
En avance sur son époque, il se révéla beaucoup plus polyvalent que les armes alliées comparables telles que le M1 Garand ou le SVT-40, et plus facilement contrôlable en tir semi automatique :  l'arme recule « en ligne », ce qui devait faciliter un doublé. Toutefois, le recul ressenti est plus éprouvant qu'avec le Mauser 98K, peut-être à cause du canon plus court — ceci explique peut-être les plaintes des utilisateurs sur la position du chargeur. En statique ou sur un seul coup, il n'y a pas de risque d'être heurté par le chargeur (ce qui pourrait arriver au combat, pour celui qui tire dans une position imprévue). Il fut apprécié aussi pour son chargeur de grande capacité (pour l'époque), et ses optiques efficaces.

## Exposition

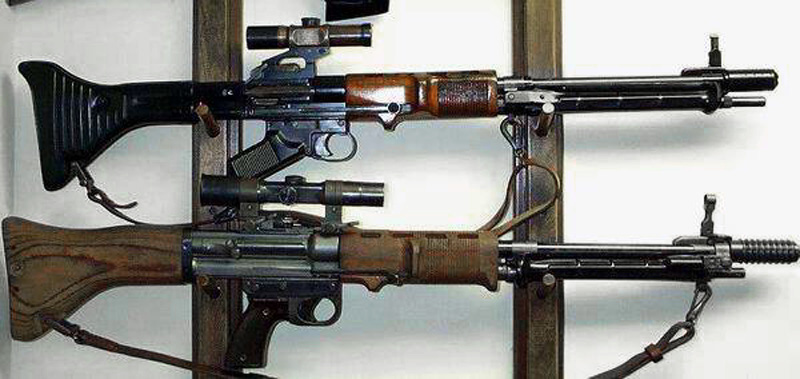
Deux FG 42 à lunette, exposés au musée de l'armée brésilienne, au fort de Copacabana. La crosse est soit en bois (type G), soit en matériau de synthèse (type E).

Un exemplaire d'un FG42 type G est visible au musée du Carrefour de l'Homme Mort à Saint-Côme-du-Mont en France.
Deux exemplaires de FG 42, l'un de type E et l'autre de type G, sont exposés au musée de l'Armée, à l'hôtel des Invalides de Paris.

## Déclinaison ultérieure
Une refabrication des deux versions du FG42 a été réalisée par la société allemande Dittrich (ainsi que du MP 40) sous l'appellation BD42 pour le modèle E et BD42/II pour le modèle G. Cette fabrication soigneuse (mêmes munitions que le FG42, mais uniquement en semi-automatique) entraînait un prix élevé, d'où peu de ventes (moins de 200 exemplaires de chacun) et la faillite de cette société au début du XXIe siècle.

## Le FG 42 dans les jeux vidéo
(novembre 2013).
- Dans le jeu Battlefield 1942 : Arsenal secret, il équipe les unités d'élite allemandes de classe « Assaut ».
- Dans le jeu Call of Duty, disponible en tant que fusil sniper en mode semi-automatique. Dans la même série, il est également disponible dans Call of Duty 3 : En marche vers Paris, Call of Duty: World at War et Call of Duty: WWII.
- Dans le jeu Company of Heroes: Opposing Fronts, où il peut équiper les « Fallschirmjäger ».
- Dans « Darkest Hour », mod de Red Orchestra, l'arme apparaît dans certaines cartes impliquant des parachutistes allemands, comme la carte « Carentan ».
- Dans le jeu Day of Defeat, il est possible, sur certaines cartes, de s'équiper de cette arme. Toutefois, la version source du jeu, plus récente, ne dispose pas de cette arme.
- Dans le mod « Forgotten Hope » de Battlefield 2, il est le fusil mitrailleur allemand dans certaines cartes se déroulant en Europe.
- Dans le jeu Heroes & Generals, l'arme peut être utilisé par les parachutistes comme fusil d’assaut ou arme de soutien. Elle se débloque au grade 9 du ruban"parachutiste" exclusivement sur le personnage parachutiste. Elle peut être modifié:(munitions, ressort, detente, canon, viseur).

Elle peut être également équipée d'une lunette de type T-post, modèle ZF-4
- Dans Karma II: Operation Barbarossa (ko), on peut voir l'arme, en tant que mitrailleuse.
- Dans le jeu Return to Castle Wolfenstein, où il est le fusil le plus polyvalent du jeu[réf. nécessaire].
- Dans le jeu Day of Infamy, disponible dans la classe « Kampfunterstützung ».
- Dans le jeu Battlefield 5 .
- Dans le jeu Cuisine Royale
- Présent dans le jeu Steel Division, équipant les unités de fallschirmjägers
- Dans le jeu Post-Scriptum
- Dans le jeu Enlisted
- Dans le jeu Sniper Elite 4 équipant les unités Jäger, et pouvant être équipé en tant qu'arme secondaire par le joueur.